# Kreba-Neudorf
Kreba-Neudorf (en sorabe: Chrjebja-Nowa Wjes) est une commune de Saxe (Allemagne), située dans l'arrondissement de Görlitz, dans le district de Dresde.